# Доле
Доле (на словенски: Dolje) е село в Словения, регион Горишка, община Толмин. Според Националната статистическа служба на Република Словения през 2015 г. селото има 159 жители.